# Аґана
Аґана (груз. აგანა) — село в Грузії.
За даними перепису населення 2014 року в селі проживає 534 особи.